# عدالة
العدالة هي مفهوم تعني عدم الانحياز في محاكمة أي إنسان لأي أمر، وهي رؤية إنسانیة للمحيط الذي يعيش فیه‌ کل فرد شرط أن ینظم هذه‌ الرؤیة قانون وضعي یشارك فی صياغتها الکل بعيدا عن التحکم. والعدالة عكس الظلم والجور والتطرف، أهداف العدالة الانصاف والمساواة والتوازن وعدم التعدي وحماية المصالح الفردية والعامة  وهي مفهوم أخلاقي يقوم على الحق والأخلاق، والعقلانية، والقانون، والقانون الطبيعي والإنصاف. نظريات العدالة لا تختلف اختلافا كبيرا من مجتمع إلى آخر ولكن تطبيق مفاهيمها يختلف وعند اختلاف المفاهيم لا يمكن أن تتواجد العدالة فالعدالة هي القوانين الطبيعية التي وجدت مع وجود الكون وتحقيقها فيما يتعلق بالبشر يرتبط بمدى ادراكهم وفهم للرسالات السماوية التي توضح ما أراد منهم خالقهم.

العدالة يرمز لها بالميزان

فان العدالة سبب تعايش الفقير والثري في مجتمع واحد وهي حق يتمتع به الفقير والثري وليس بالضرورة لتحقيقها في المجتمع أن يطبق القوانين الموجودة في المحاكم لأنها من صنع البشر وتخدم مصالح الأقوى ومصلحة من يضعها.فالقانون يختلف عن العدالة بان العدالة هي القانون الإلهي اما القانون فهو من صنع البشر وقد ينسجم مع العدالة وقد لا ينسجم معها.
تعتبر العدالة قاعدة اجتماعية أساسية لإستمرار حياة البشر مع بعضهم البعض، فالعدالة محور أساسي في الأخلاق وفي الحقوق وفي الفلسفة الاجتماعية وهي قاعدة تنطلق منها بحوث إيجاد المقاييس والمعايير الأخلاقية والقانونية.

## الأصل اللغوي

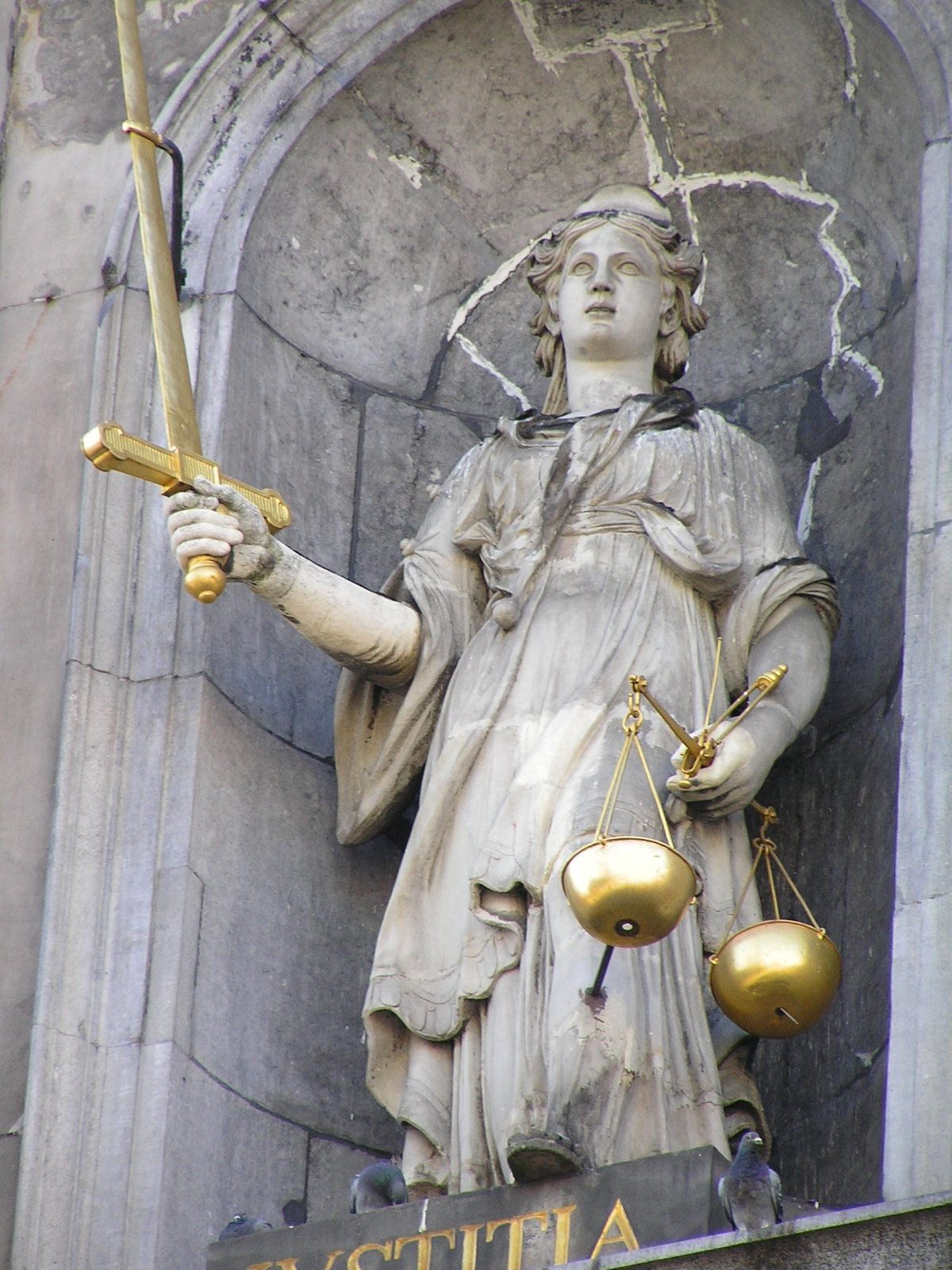
نموذج لتمثال سيدة العدالة الممسكة بالميزان والسيف.

العَدْل: ما قام في النفوس أنه مستقيم، وهو ضد الجور، والعدل هو الحكم بالحق.

## تاريخ
طُرح السؤال عن طبيعة العدالة في الفلسفة الإغريقية القديمة، في محاولات للإجابة، طُرح كحلٍ موضوعَ الارتباط بنظام مافوق طبيعي أو ارتباط العدالة بفضيلة إلهية.
أما أفلاطون فكان يفهم العدالة على أنها فضيلة أساسية وعلى أساس هذه الفضيلة المثالية كان على كل شخص (من دافع ذاتي) القيام بواجبه لوضع أقسام الروح الثلاثة (الرغبة والشجاعة والوعي) في حالة توازن.
أرسطو وتوما الإكويني كانا يعتبران أن العدالة ليست فقط فضيلة أساسية إنما عمل خيري وتضحية من أجل الآخرين.

## الانسجام
في محاورة الجمهورية، يستخدم أفلاطون سقراط ليجادل عن العدالة التي تغطي كلا من الفرد العادل ودولة المدينة العادلة. العدالة هي علاقة سليمة منسجمة بين الأجزاء المتنازعة في الفرد أو المدينة. بالتالي، فإن تعريف أفلاطون للعدالة هو امتلاك وفعل ما في يد الفرد. الرجل العادل هو الرجل في المكان المناسب، وهو يفعل ما في مقدوره ويقدم المقابل الدقيق لما جناه. ينطبق ذلك على كل من المستوى الفردي والمستوى العالمي. تتكون روح المرء من ثلاثة أجزاء: المنطق والخيال والرغبة. بصورة متشابهة، تتكون المدينة من ثلاثة أجزاء. يستخدم سقراط مثل العربة الحربية لإيضاح هذه النقطة: تعمل العربة ككل لأن قوة الحصانين يوجهها قائد العربة. لذا فإن محبي الحكمة (الفلاسفة كأحد معاني المصطلح) يجب أن يحكموا لأنهم هم فقط من يفهمون ما هو الخير وما هو الشر. إذ مرض شخص ما، فإنه يذهب إلى الطبيب وليس إلى المزارع، لأن الطبيب خبير في مجال الطب. بصورة متشابهة، يمكن أن يطمئن الفرد على مدينته في يدي خبير في مجال الخير والشر، وليس في يدي مجرد سياسي يحاول الحصول على السلطة من خلال إعطاء الناس ما يريدونه، وليس ما هو مناسب لهم. يستخدم سقراط مثل السفينة لإيضاح هذه النقطة: تشبه المدينة غير العادلة سفينة في عرض المحيط، يقودها قائد قوي لكنه مخمور (عامة الشعب)، ومجموعة من المستشارين غير الجديرين بالثقة والذين يحاولون التلاعب بالقائد لكي يعطيهم السلطة على تحديد اتجاه السفينة (السياسيون)، وملاح (الفيلسوف) وهو الشخص الوحيد الذي يعرف كيف يوصل السفينة إلى الميناء. بالنسبة إلى سقراط، فإن الطريقة الوحيدة لكي تصل السفينة إلى وجهتها (الخير) هي إذا أصبح الملاح هو المسؤول.

## أشكال العدالة
إذا كانت العدالة هي الحكم بالحق فهي ثابتة في حال القياس على الحقوق الطبيعية ومتحولة في حال القياس على الحقوق المكتسبة (الموضوعة من الإنسان)
- العدالة المساواتية

تساوي البشر عن طريق التخلي عن التمييز بين المجموعات البشرية القائم على الجنس أو العرق أو العقيدة أو ماشابه
و هنا يصح القول : كل البشر تلد حرة ومتساوية في حقوقها الطبيعية، مثلا كرامتها.
- العدالة السياسية

حق العمل السياسي الوطني والعالمي.
- العدالة القضائية

وضع القوانين المتوازنة، وتناسب العقوبة مع الجريمة، والحق في المحاكمة العادلة والعلنية وإعادة أحكام المحاكمة العسكرية إلى عقوبات ماتحت السجن وربطها بالرياضة فقط (تقزيم المحكمة العسكرية)
- عدالة المبادلة

كتهذيب دفع تعويضات الأضرار وتسويتها عمليا، والابتعاد عن العين بالعين والسن بالسن، ليتحول الضرر (حسب الإمكانية) إلى قيمة معقولة وممكنة.
- العدالة الاجتماعية

التوزيع العادل للثروات وأماكن العمل وفرصه، وفرص سد الحاجات المعيشية والطبيه والغذائية وماشابه
- عدالة الحماية الاجتماعية

كحماية المعاقين والأقليات وتحقيق القدرة على العيش والتعايش مع المختلفين عن الأكثرية كالمتماثلين جنسيا مثلا.
- عدالة الأجيال

التناغم بين جيل اليوم وجيل المستقبل من خلال التوازن بين التعويض التقاعدي والـتأمين التقاعدي، ومن خلال التوازن البيئي والاستفادة من الثروات الباطنية دون النسيان أنها محدودة، ومحاولة اختراع وتحسين أدوات إنتاج الطاقة المتجددة ليتم توريث أرض تُمكّن الجيل القادم من العيش عليها.

## قيمة العدل في الإسلام
يؤ كد الإسلام على تطبيق العدل بين الناس. لذلك كانت عملية اختيار القضاة مرتبطة بعدة شروط يجب توفرها في القاضي من أهمها التقوى والعلم بالكتاب و السنة والشريعة. وقد اشترط عمر بن الخطاب على القاضي الالتزام بمايلي:
- تنفيد الأحكام إذا تبين الحق من الباطل.
- تطبيق العدل بين المتقاضين على اعتبار أنهم متساوين.
- مطالبة المدعي بالحجة والدليل والمنكر بأداء اليمين.
- اللجوء إلى الصلح بين المتقاضين إذا لم يتعارض ذلك مع قِيَم الدين.
- مراجعة الأحكام إذا تبين أنها خاطئة.[2]